# Phycus frommeri
Phycus frommeri is een vliegensoort uit de familie van de viltvliegen (Therevidae). De wetenschappelijke naam van de soort is voor het eerst geldig gepubliceerd in 1989 door Webb and Irwin.